# 流氓·律師
《流氓·律師》（英文：A Lawyer Can Be Good），又名《金牌律師》、《麻辣律師》。1998年亞洲電視劇集，1998年2月9日首播。2018年1月，本劇於TVB的OTT平台myTV SUPER上架。

此剧推出收视成绩不錯，但后来对手无线电视的1998年度收视冠军的电视剧《天地豪情》追击导致收视低迷。

## 劇情介紹
黎志鵬（歐錦棠飾）是曾經混蹟江湖的的士司機黎積德（陳惠敏飾）之子，但他卻從事着与老爸身份截然不同的職業——律師。他擁有當律師的才能，也有流氓的特色。

一個偶然的機會，讓鵬遇上了著名大律師楊佐銘（姜大衛飾）。鵬決定輔佐銘，兩人聯手出擊，屢在法庭上挫敗勁敵陳國桐（楊澤霖飾）。

鵬好友唐晶（尹天照飾），是社會上自食其力的典型，但在工作上、愛情上屢遭不測。兼職修車、演戲工作，都難維持生計，女友伍小欣（王薇飾）更舍他而去。

銘好友阮利來（黃允材飾），從新加坡歸來，很快通過一些不法手段聚斂財富，成立利保華公司，顯赫一時。來的女兒阮方瑜（江美儀飾），是一位醫生，素來与唐晶之弟唐森（甄志強飾）不和。一次醫療意外后，瑜出庭指證森知法犯法，導緻森入獄，于是就此埋下禍根。

鵬雖有青梅竹馬的女友何子青（蔡曉儀飾），但在交往中卻漸漸喜歡了瑜。然而，瑜最后選擇投入晶的懷抱，傷透了心的子青亦離開了鵬。同時，來錯手殺死威脇他的商人鄒顯（梁錦燊飾）。銘意外獲取了來殺人的錄像，被來僱殺手殺害。連遭打擊的鵬只有避開衆人，獨自搬家而去。

与晶分手后，小欣与來相戀，但來的續絃梁秀芝（謝雪心飾）此時卻帶兒子亨利（李潤祺飾）来到香港。兩人戀情陷入困境。与瑜結婚后，晶事業步步高昇，但出獄后的森懷恨在心，對晶夫婦展開連串的報復。

另一方面，鵬与個性飛女何愛（張文慈飾）、銘女兒楊樂儀（黃璦瑤飾）、陳國桐、銘妻葉楚琪（麥景婷飾）聯手對來展開行動誓還銘一個公道。經過重重波折，來只有承認殺人的罪行，但他和小欣隨后被森派人劫走。最后，為保護小欣，來中槍而死。一心奪取家産的芝和亨利，一個鋃鐺入獄，一個被殺手殺死。

走投無路的森失去理智，為緻哥哥于死地，抓住晶的手向自己開槍，并千方百計要送晶進牢房。而聰明的鵬則用錄音的辦法，還了晶一個清白。

經歷了這么多的事，晶決定和瑜捨棄榮華富貴，繼續那自食其力的生活。而鵬則向着香港著名大律師的目標繼續邁進，和愛成為一對“流氓”情侶。

## 演員表

### 黎家
| 演員   | 角色   | 簡介                               |
| 歐錦棠 | 黎志鵬 | 黎積德之子 律師 性格吊兒郎當       |
| 陳惠敏 | 黎積德 | 的士司機 曾是黑社會人物            |
| 陳靖允 | 蘇 媚  | 黎積德妻子（后妻）                 |
| 黃樹棠 | 黎漢祖 | 黎志鵬叔公 為人貪財                |
| 吳浣儀 | 黎夏萍 | 黎志鵬姑姑 黎漢祖之妹 与黎漢祖不和 |

### 唐家
| 演員   | 角色  | 簡介                                       |
| 尹天照 | 唐 晶 | 黎志鵬好友 曾為車行老闆、臨時演員          |
| 甄志強 | 唐 森 | 唐晶之弟 本為醫生，因違法入獄 結局重傷而死 |
| 饒芷昀 | 唐 母 | 唐晶、唐森之母 曾偏愛唐森                  |

### 楊家
| 演員   | 角色   | 簡介                                      |
| 姜大衛 | 楊佐銘 | 著名律師，后加入利保華 被阮利來僱殺手殺害 |
| 黃璦瑤 | 楊樂儀 | 楊佐銘之女（前妻所生） 銘死后曾失憶       |

### 阮家
| 演員   | 角色   | 簡介                                                                          |
| 黃允材 | 阮利來 | 楊佐銘好友，利保華董事 早年在東南亞流浪 結局為保護伍小欣中槍而死 原型是陳松青 |
| 江美儀 | 阮方瑜 | 阮利來之女（前妻所生） 醫生 曾有酗酒習慣                                      |
| 謝雪心 | 梁秀芝 | 阮利來續絃 与阮利來生有一子 結局被捕入獄                                      |
| 李潤祺 | 梁亨利 | 梁秀芝与前夫所生之子 遭唐森派人殺死                                           |

### 其他人物
| 演員   | 角色   | 簡介                                      |
| 楊澤霖 | 陳國桐 | 著名律師 曾精神失常 后与鵬化敵為友        |
| 麥景婷 | 葉楚琪 | 陳國桐前妻 楊佐銘妻子 后為陳國桐助手      |
| 王 薇  | 伍小欣 | 唐晶前女友 阮利來情人 結局移民美國        |
| 蔡曉儀 | 何子青 | 黎志鵬前女友 劇中移民美國                 |
| 張文慈 | 何 愛  | 黎志鵬女友 飛女，中醫師之女               |
| 宗 揚  | 溫創基 | 律師 楊佐銘、黎志鵬好友                   |
| 繆非臨 | 洪 丹  | 黎漢祖前妻 溫創基女友 大陸移民 后成為影星 |
| 冼灝英 | 李新發 | 阮利來親信 被唐森註射毒藥后被毀屍         |
| 周兆麟 | 程維滿 | 黎志鵬、唐晶好友                          |
| 梁錦燊 | 鄒 顯  | 商人 威脇阮利來被殺                       |
| 万斯敏 | 莫主任 | 高級醫生 阮方瑜上司                       |
| 馮 國  | 彭偉仁 | 阮利來財會 被黎志鵬逼供                   |

## 換角事件
本劇前半段女主角為蔡曉儀，但該劇拍攝期間發生“撞邪”事件。蔡曉儀在拍攝時神情恍惚，而且經常念錯台詞，導致她在拍劇時虎頭蛇尾，最終被迫離開劇組。該劇后半段女主角改為張文慈。蔡曉儀飾演的何子青被安排遠走美國，結束全部戲份。不久，蔡曉儀因違反規定，私自在外地接劇，被亞視永久解約。

## 外部連結
《流氓·律師》劇情介紹及劇照